# Claudia Hengst

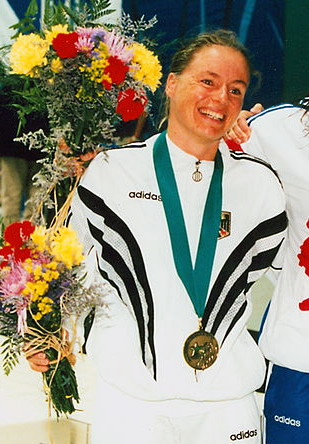
Claudia Hengst, 2011

Claudia Hengst (* 3. September 1969 in Gräfelfing) ist eine deutsche Behindertensportlerin.

## Werdegang
Hengst ist seit Geburt schwerbehindert und leidet an einer beidseitigen Hüftluxation. Sie ist Mitglied des Vereins SSG Neptun Germering. Da sie trotz ihrer Behinderung Leistungssport treiben wollte, spezialisierte sie auf den Schwimmsport. Sie trainierte in den Leistungsgruppen L 6 und S 10 in mehreren Schwimmdisziplinen (Brust, Rücken, Freistil und Lagen), in denen sie bald so gute Leistungen erbrachte, dass sie in die Deutsche Behinderten-Nationalmannschaft berufen wurde. Sie nahm bald an den verschiedensten internationalen Wettbewerben (Europa- und Weltmeisterschaften, und an Paralympischen Sommerspielen) teil. Sie gewann bei diesen Wettbewerben eine Unzahl von Medaillen, so dass sie die deutsche Sportlerin ist, die die meisten Medaillen bei internationalen Wettkämpfen erzielt hat.
Allein bei Paralympischen Spielen erzielte sie in den verschiedenen Disziplinen des Schwimmsportes 13 Gold-, 5 Silber- und 8 Bronzemedaillen.

## Goldmedaillen
- Paralympics 1988: 100 m Rücken, 100 m Brust, 100 m Butterfly, 100 m Freistil, 200 m Lagen, 400 m Freistil
- Paralympics 1992: 100 m Butterfly, 100 m Freistil, 400 m Freistil, 4 × 100 m Lagen, 50 m Freistil
- Paralympics 1996: 100 m Freistil, 200 m Lagen.

5 Silbermedaillen und 8 Bronzemedaillen kamen noch dazu; die letzte von Claudia Hengst gewonnene Medaille war eine 2004 gewonnene Bronzemedaille im 200 m Lagen bei den Paralympics in Athen.
Für ihre sportlichen Leistungen wurde Claudia Hengst 1992 mit dem Silbernen Lorbeerblatt ausgezeichnet.
Seit 2001 ist sie Ehrenbürgerin der Stadt Germering.